# Free music festival
 (août 2023).
Le Freemusic festival ou Freemusic est un festival de musique organisé chaque année à Montendre, petite ville du sud de la Charente-Maritime, en région Nouvelle-Aquitaine, à environ une heure de route de Bordeaux, de Saintes et de Royan. 
Créé et dirigé depuis 2001 par Samuel Vincent. Il gagne en fréquentation, rassemblant en 2017 et 2018 environ 24 000 festivaliers et 35 000 en 2019[réf. nécessaire] sur le site du lac Baron-Desqueyroux. Sa programmation éclectique, qui s'étale sur deux jours et deux scènes distinctes, laisse une grande place au rock sous toutes ses formes (pop-rock, punk-rock, metal), aux musiques électroniques ainsi qu'au hip hop et au reggae, s'assurant chaque année la présence de groupes reconnus issus de la scène française et internationale.

## Histoire du Freemusic
Le festival Freemusic voit le jour à l'initiative d'une association locale, « à donf »[source secondaire souhaitée] , créée en 1995 afin de promouvoir  et développer les pratiques artistiques pour le plus grand nombre en Haute Saintonge, territoire rural situé au sud de la Charente-Maritime. Dans la deuxième moitié des années 1990, elle s'emploie avant tout à soutenir des artistes locaux, en leur mettant à disposition des moyens matériels et financiers[source secondaire souhaitée]. L'idée d'installer un événement dans la région de Montendre commence à germer à cette époque, et se concrétise au tournant du nouveau millénaire avec l'organisation de la première édition du festival en 2001 dans la salle polyvalente de Montendre. La manifestation est encore essentiellement locale, que ce soit au niveau de la notoriété (très limitée) et des groupes qui se produisent sur scène (issus de la scène régionale). 
Le festival commence à se structurer à partir de la seconde édition, en 2002. Le cadre change et le château de Montendre est préféré à la petite salle municipale des débuts; de même l'événement s'étend désormais sur deux jours. La programmation comprend désormais des groupes nationaux tels que Dead Pop Club et La Ruda Salska. Pour autant, le festival ne bénéficie encore que d'une notoriété très limitée. En 2002, la programmation s'étoffe encore un peu plus, mais reste encore limitée à des groupes nationaux, tels que Les Fils de Teuhpu et Kargols. Le véritable tournant intervient en 2003 avec l'implantation du festival sur son site actuel, le parc et les rives du lac Baron-Desqueyroux, et l'arrivée sur scène d'un premier groupe de renommée internationale, Nada  Surf, en complément de groupes nationaux tels que Hocus Pocus ou  Orange Blossom. À partir de 2004, des personnalités reconnues telles que M, Jeanne Cherhal et Miossec viennent se produire au festival, qui gagne dès lors en notoriété. En 2009, le festival réussit à attirer 13 000 personnes, et s'impose progressivement comme un événement régional. 
Pour ses dix ans, en 2010, le Free Music réunit sur ses deux scènes des pointures internationales telles que Peter Doherty et ses acolytes des Babyshambles ou nationales telles que IAM, Shaka Ponk ou Gojira, et passe le cap symbolique des 15 000 festivaliers. En 2011, pour la première fois, le festival affiche complet avant même son ouverture. En 2012, le Free Music bat un nouveau record d'affluence et passe le cap des 20 000 festivaliers en réunissant quatre stars du rap : Snoop Dog,, Joey Starr, Public Enemy et Orelsan, qui jouent à guichets fermés. En 2014, ce sont les Californiens de The Offspring qui font un détour par Montendre, de même que les groupes Skip the Use et IAM, et en 2016, le groupe Cypress Hill est en tête d'affiche. En 2017, le festival bat un nouveau record en rassemblant 24 000 personnes.
Le festival revient en 2023, après trois annulations consécutives dues à la pandémie de COVID-19 puis pour cause de canicule. En 2024, près de 15 000 personnes participent aux festivités. 